# Sabha (distrikt)
Sabha (arabiska: سبها) är ett av Libyens tjugotvå distrikt (shabiyah). Den administrativa huvudorten är Sabha. Distriktet gränsar mot distrikten Wadi Al Shatii, Al Jufrah, Murzuq och Wadi Al Hayaa.